# Самуэльсен, Хугин
Ху́гин Самуэ́льсен (фар. Hugin Samuelsen; род. 12 февраля 1999 года в Торсхавне, Фарерские острова) — фарерский футболист, нападающий.

## Клубная карьера
Хугин воспитывался в академии клуба «Б36» из родного Торсхавна. Его дебют за «чёрно-белых» состоялся 16 мая 2016 года: в матче фарерской премьер-лиги против «Б68» нападающий на 77-й минуте заменил Ханнеса Агнарссона. Это была единственная игра футболиста в его первом сезоне на взрослом уровне. Первый мяч за «Б36» он забил 6 мая 2018 года в ворота «НСИ». 18 июля 2019 года форвард поразил ворота «Крусейдерс» в матче квалификации Лиги Европы, тем самым открыв счёт своим голам в еврокубковых турнирах. Хугин выступал за «Б36» вплоть до окончания сезона-2021, суммарно отыграв за «чёрно-белых» 57 встреч и забив в них 11 мячей.
В январе 2022 года Хугин сделал паузу в карьере, длившуюся до июня, после чего он присоединился к клубу «Б68». Нападающий принял участие в 9 матчах остатка сезона-2022 и отметился дублем в ворота «Скалы». В сезоне-2023 Хугин выступал в составе «Хойвуйка», в составе которого провёл 5 безголевых игр в первом дивизионе.

## Международная карьера
Хугин представлял Фарерские острова на юношеском уровне в 2015 и 2017 годах, приняв участие в общей сложности в 8 матчах. В 2019 году нападающий выступал за молодёжную сборную Фарерских островов. В её составе он отметился забитым голом в ворота молодёжной сборной Израиля.

## Достижения
«Б36»
- Обладатель Кубка Фарерских островов (2): 2018, 2021

## Личная жизнь
Хугин профессионально занимается кулинарией. В первой половине 2022 года он проходил стажировку в одном из ресторанов Копенгагена. Брат-близнец Хугина Джидли Самуэльсен — тоже футболист. Братья вместе играли в «Б36» и «Б68».